# 1号电池

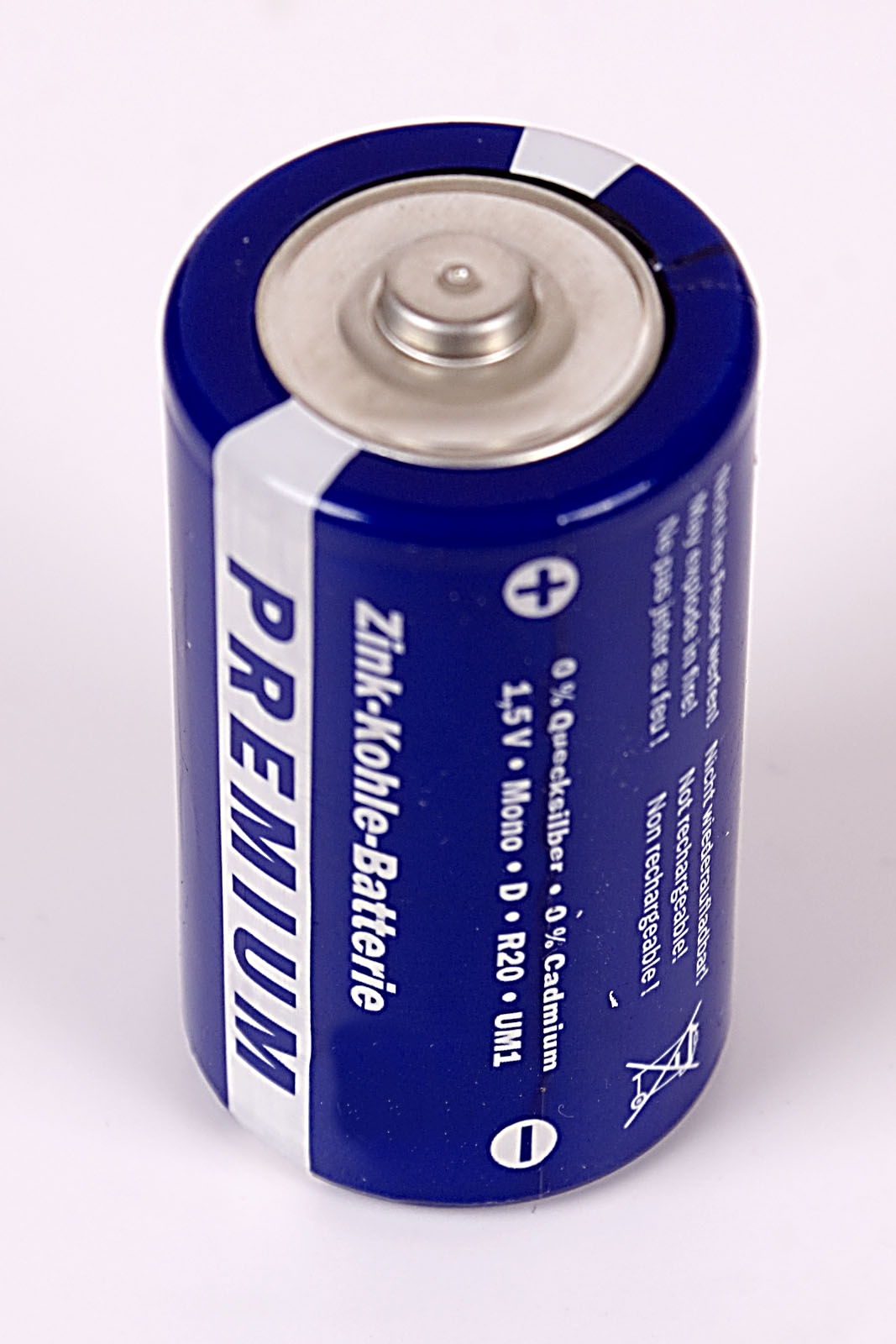
碳鋅D電池，正極朝上

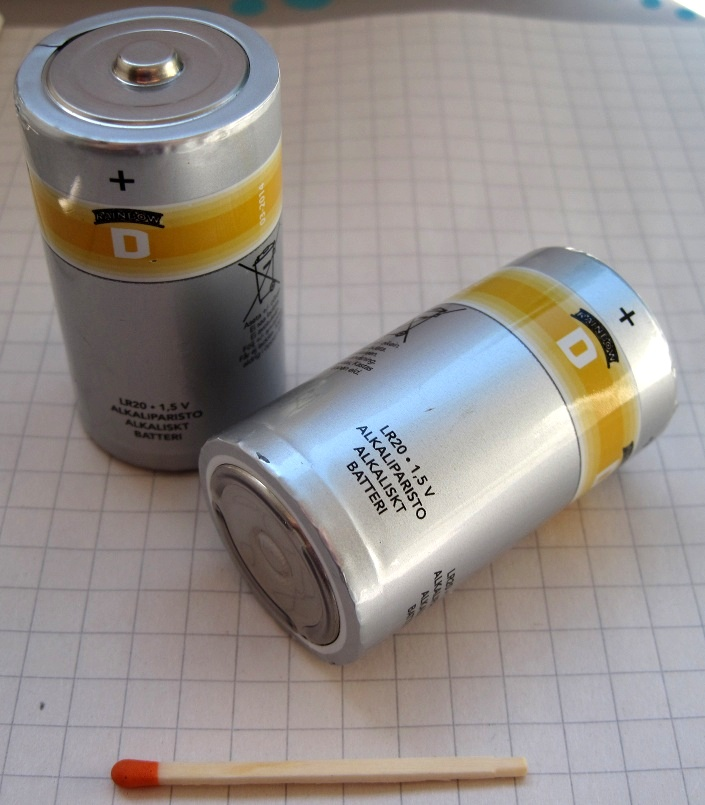
兩顆D電池和一根作為刻度的火柴

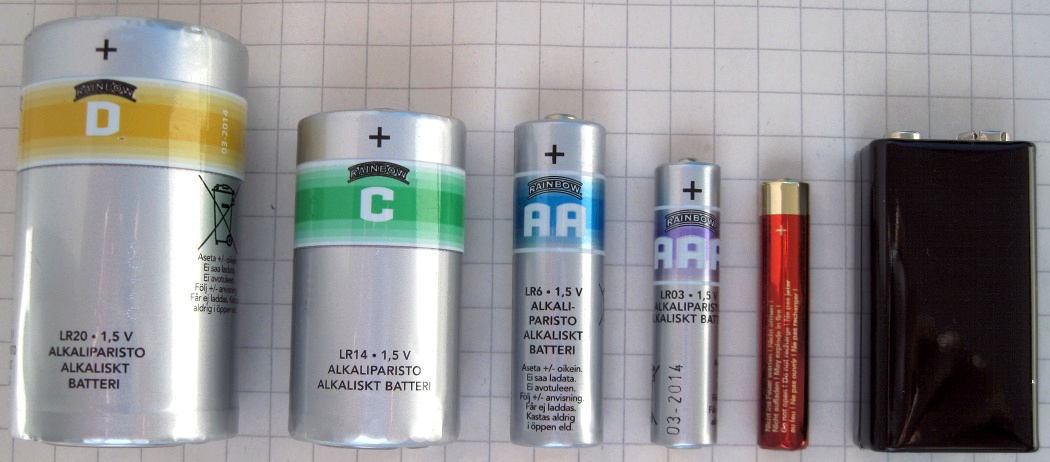
D、C、AA、AAA、AAAA和9伏電池

D電池是一種標準尺寸的乾電池。 D電池為圓柱形，兩端各為正負極，凸起的一端為正極。 D電池通常用於大電流設備，例如大型手電筒、燃气热水器、無線電接收機和發射器以及其他需要長時間運行的設備。市場上有可充電以及不可充電的D電池，其終端電壓和容量取決於電池化學性質。
國家碳素公司於1898年推出了全球第一款D電池。在較小的電池變得更加普遍之前，D電池被廣泛稱為手電筒電池。自第二次世界大戰前的某個時候以來，這種電池在美國軍方的名稱一直是BA-30。二次世界大戰期間，它被美國海軍命名為C型電池，導致與較小的C電池（BA-42）混淆。
2007年，D電池占美國鹼性一次電池8%的銷售額。2008年，瑞士購買的D電池佔一次電池的3.4%，佔二次電池（充電電池）銷售額的1.4%。

## 類型與尺寸
D電池的標稱直徑為33.2±1毫米（1.3英寸）。總長度為61.5毫米（2.42 英寸）。
|               |               | 碳鋅     | 鹼性             | 鋰硫化鐵 | 鎳鎘           | 鎳氫            | 鋰亞硫醯氯 |
| ------------- | ------------- | -------- | ---------------- | -------- | -------------- | --------------- | ---------- |
| IEC名稱       | IEC名稱       | R20      | LR20             | FR20     | KR20           | HR20            | ER         |
| ANSI/NEDA名稱 | ANSI/NEDA名稱 | 13D      | 13A              | 13LF     | 13K            | 13H             |            |
| 一般容量      | 毫安培小時    | 8,000mAh | 12,000–18,000mAh |          | 2,000–5,500mAh | 2,200–12,000mAh | 19,000mAh  |
| 一般容量      | 能量          | 12 Wh    | 18–27Wh          |          | 2.5–6.9Wh      | 2.75–15Wh       | 68.4Wh     |
| 一般電壓      | 一般電壓      | 1.5V     | 1.5V             | 1.5V     | 1.25V          | 1.25V           | 3.6V       |
| 是否可充電    | 是否可充電    | No       | 可充電鹼性電池   | No       | Yes            | Yes             | No         |

## 電池容量
電池的容量取決於其電池化學成分和電流消耗。金頂品牌的鹼性D電池在25mA電流下的性能約為20,000mAh，但在500mA電流下則約為10,000mAh。這種影響在鎳氫化學電池中通常不太明顯，而在鎳鎘電池中幾乎沒有。許多常見的D充電電池實際上是裝在D支架中的亞C電池。

## 外部連結
- Duracell D Size Battery Specification （页面存档备份，存于）
- Energizer D Size Battery Specification for Alkaline Cell （页面存档备份，存于）
- Brand Neutral Drawing Of NiCd D Battery Based On ANSI Specifications （页面存档备份，存于）
- Brand Neutral Drawing Of NiMH D Battery Based On ANSI Specifications （页面存档备份，存于）
- Brand Neutral Drawing Of Alkaline D Battery Based On ANSI Specifications （页面存档备份，存于）